# إدوين غيلبرت
إدوين غيلبرت (بالإنجليزية: Edwin Gilbert)‏ هو سباح أمريكي، ولد في 22 يونيو 1929 في بومونت في الولايات المتحدة.

## وصلات خارجية
- إدوين غيلبرت على موقع الاتحاد الدولي للسباحة (الإنجليزية)
- إدوين غيلبرت على موقع أوليمبيديا (الإنجليزية)